# Iwata
Pour les articles homonymes, voir Iwata (homonymie).
Iwata (磐田市, Iwata-shi) est une ville située dans la préfecture de Shizuoka, au Japon.

## Géographie

### Situation
Iwata est située dans le sud-ouest de la préfecture de Shizuoka, sur l'île de Honshū, au Japon.

### Démographie
En août 2019, la population de la ville d'Iwata était de 169 873 habitants, répartis sur une superficie de 163,45 km2.

### Hydrographie
Iwata est bordée par la mer d'Enshū au sud, le fleuve Ōta à l'est et le fleuve Tenryū à l'ouest.

### Ensoleillement
Iwata est la municipalité japonaise habitée la plus ensoleillée, avec 2 407 heures d'ensoleillement par an.

## Histoire
La ville a été fondée le 1er avril 1948. Le 1er avril 2005, les bourgs de Ryūyō, Fukude, Toyoda et le village de Toyooka (district d'Iwata) ont été intégrés à Iwata.

## Économie
Le siège social de la Yamaha Motor Company se trouve à Iwata.

## Sports
Le club de football du Júbilo Iwata est basé à Iwata. Il joue ses matchs à domicile au stade Yamaha.

## Transports
La ville est desservie par les lignes ferroviaires Tōkaidō et Tenryū Hamanako. La gare d'Iwata est la principale gare de la ville.

## Jumelage
Iwata est jumelée avec :
- Dagupan (Philippines)
- Mountain View (États-Unis)

## Personnalités liées à la municipalité
- Hajime Tabata (né en 1971), concepteur de jeux vidéo
- Masami Nagasawa (née en 1987), actrice
- Jun Mizutani (né en 1989), pongiste
- Saori Atsumi (née en 1989), chanteuse